# Atletisme als Jocs Europeus de 2015
L'atletisme als Jocs Europeus de 2015 serà diferent a com es realitza en altres competicions internacionals. Es realitzaran totes les proves, amb un representant per país i en funció de la posició rebrà punts. Al final de les dues jornades qui acumuli més punts serà el guanyador.
Les proves es realitzaran al llarg dels dies 21 i 22 de juny.

## Medallistes
| Event | Or | Plata | Bronze |
| Lliga | Eslovàquia · Katarína Belová · Tomáš Benko · Katarína Berešová · Alexandra Bezeková · Andrej Bician · Jakub Bottlík · Matúš Bubeník · Tomáš Celko · Denis Danáč · Paula Habovštiaková · Andrea Holleyová · Martina Hrašnová · Anna Hrvolová · Alexander Jablokov · Zuzana Karaffová · Martin Koch · Lenka Kršáková · Martin Kučera · Veronika Lašová · Marcel Lomnický · Ľubomíra Maníková · Jakub Matúš · Lucia Mokrašová · Matúš Olej · Dušan Páleník · Jozef Pelikán · Michaela Pešková · Lukáš Prevalinec · Iveta Putálová · Jozef Repčík · Silvia Šalgovičová · Marek Šefránek · Lucia Slaničková · Patrícia Slosárová · Alexandra Šťuková · Ivona Tomanová · Roman Turčáni · Jozef Urban · Dana Velďáková · Jana Velďáková · Tomáš Veszelka · Juraj Vitko · Ján Volko · Monika Weigertová · Adam Zavacký · Pavol Ženčár · Patrik Ženúch · Ján Zmoray | Àustria · Anita Baielr · Ekemini Bassey · Dominik Distelberger · Elisabeth Eberl · Michaela Egger · Nikolaus Franzmair · Markus Fuchs · Mario Gebhard · Benjamin Grill · Kira Grunberg · Christoph Haslauer · Stefanie Huber · Ina Huemer · Dominik Hufnagl · Thomas Kain · Matthias Kaserer · Julio Kellerer · Paul Kilbertus · Viola Kleiser · Josip Kopic · Anita Baielr · Sarah Lagger · Nina Luyer · Pamela Manzerdorfen · Gunther Matzinger · Gerhard Mayer · Verena Menapace · Elisabeth Niedereder · Valentin Pfeil · Verena Preiner · Brenton Rowe · Roman Schmied · Anita Baielr · Carina Schrempf · Beate Schrott · Julia Schwarzinger · Benajmin Siart · Julia Siart · Dominik Sedliaczek · Christian Smetana · Christian Steinhammer · Alexandra Toth · Andreas Vojta · Susanne Walli · Veronika Watzek · Thomas Weisshaindlinger · Jennifer Wenth · Eva-Maria Wimberger | Israel · Haimro Alame · Tomer Almogy · Girmaw Amare · Maya Aviezer · Noa Barlia · Etamar Bhastekar · Amit Cohen · Hai Cohen · Aviv Dayan · Olga Dogadgo · Marharyta Dorozhon · Alan Ferber · Muket Fetene · Dikla Goldenthal · Amir Hamidulin · Omri Harush · Hanna Knyazyeva-Minenko · Dmitry Kroytor · Shanie Landen · Olga Lenskay · Itamar Levi · Danna Levin · Alexandra Lokshin · Dariya Lokshin · Anastasya Muchkayev · Noam Neeman · Imri Persiado · Margareta Pogorelov · Donald Sanford · Maor Seged · Maaya Shahaf · Itay Shamir · Azaunt Taka · Maor Tiyouri · Gilron Tsabkevich · Diana Vaisman · Kristina Vanyushev · Tom Yakubov · Evgenia Zabolotni · Victor Zagynayko · Efat Zelikovich |

## Resultats

### Taula de puntuacions
| Event                  | Event | AASSE | Albània | Andorra | Àustria | Azerbaidjan | Bòsnia i Hercegovina | Geòrgia | Israel | Luxemburg | Macedònia del Nord | Malta | Moldàvia | Montenegro | Eslovàquia |
| ---------------------- | ----- | ----- | ------- | ------- | ------- | ----------- | -------------------- | ------- | ------ | --------- | ------------------ | ----- | -------- | ---------- | ---------- |
| 100 metres llisos      | M     | 2     | 0       | 3       | 12      | 11          | 4                    | 8       | 10     | 5         | 13                 | 6     | 7        | 9          | 14         |
| 100 metres llisos      | F     | 1     | 6       | 7       | 11      | 9           | 4                    | 5       | 14     | 10        | 2                  | 13    | 8        | 3          | 12         |
| 200 metres llisos      | M     | 2     | 0       | 4       | 7       | 10          | 6                    | 13      | 12     | 3         | 8                  | 5     | 9        | 11         | 14         |
| 200 metres llisos      | F     | 1     | 4       | 5       | 12      | 8           | 7                    | 6       | 14     | 10        | 2                  | 11    | 9        | 3          | 13         |
| 400 metres llisos      | M     | 2     | 7       | 1       | 11      | 10          | 12                   | 8       | 14     | 3         | 6                  | 5     | 13       | 4          | 9          |
| 400 metres llisos      | F     | 3     | 4       | 1       | 13      | 10          | 9                    | 7       | 8      | 6         | 5                  | 11    | 12       | 2          | 14         |
| 800 metres llisos      | M     | 9     | 11      | 6       | 8       | 7           | 14                   | 5       | 10     | 4         | 1                  | 3     | 12       | 2          | 13         |
| 800 metres llisos      | F     | 1     | 13      | 4       | 11      | 12          | 8                    | 5       | 7      | 14        | 2                  | 6     | 9        | 3          | 10         |
| 1500 metres llisos     | M     | 7     | 0       | 5       | 12      | 14          | 10                   | 3       | 9      | 8         | 2                  | 4     | 11       | 6          | 13         |
| 1500 metres llisos     | F     | 1     | 14      | 6       | 11      | 8           | 9                    | 7       | 13     | 12        | 2                  | 4     | 5        | 3          | 10         |
| 3000 metres llisos     | M     | 8     | 2       | 4       | 13      | 14          | 6                    | 5       | 9      | 11        | 3                  | 7     | 12       | 1          | 10         |
| 3000 metres llisos     | F     | 5     | 0       | 4       | 14      | 12          | 11                   | 2       | 13     | 8         | 3                  | 6     | 7        | 9          | 10         |
| 5000 metres llisos     | M     | 0     | 9       | 5       | 11      | 14          | 2                    | 8       | 12     | 6         | 4                  | 7     | 13       | 3          | 10         |
| 5000 metres llisos     | F     | 5     | 0       | 0       | 14      | 13          | 12                   | 7       | 9      | 10        | 0                  | 6     | 4        | 8          | 11         |
| 3000 metres obstacles  | M     | 0     | 10      | 5       | 13      | 6           | 12                   | 9       | 11     | 4         | 3                  | 7     | 2        | 14         | 8          |
| 3000 metres obstacles  | F     | 0     | 0       | 0       | 10      | 14          | 12                   | 8       | 11     | 6         | 0                  | 7     | 13       | 5          | 9          |
| 110/100 metres tanques | M     | 0     | 0       | 5       | 14      | 13          | 12                   | 8       | 10     | 11        | 6                  | 0     | 9        | 0          | 7          |
| 110/100 metres tanques | F     | 0     | 0       | 5       | 14      | 9           | 12                   | 0       | 10     | 11        | 6                  | 8     | 0        | 7          | 13         |
| 400 metres tanques     | M     | 9     | 0       | 3       | 13      | 7           | 10                   | 5       | 12     | 8         | 4                  | 0     | 11       | 6          | 14         |
| 400 metres tanques     | F     | 0     | 3       | 2       | 14      | 6           | 9                    | 5       | 10     | 13        | 8                  | 7     | 11       | 4          | 12         |
| 4×100 metres relleus   | M     | 4     | 0       | 5       | 13      | 10          | 7                    | 9       | 14     | 6         | 0                  | 0     | 8        | 11         | 12         |
| 4×100 metres relleus   | F     | 0     | 0       | 7       | 12      | 11          | 8                    | 0       | 13     | 0         | 0                  | 10    | 9        | 6          | 14         |
| 4×400 metres relleus   | M     | 0     | 0       | 3       | 8       | 11          | 13                   | 9       | 12     | 6         | 4                  | 5     | 7        | 10         | 14         |
| 4×400 metres relleus   | F     | 0     | 0       | 5       | 13      | 10          | 8                    | 7       | 0      | 11        | 6                  | 9     | 12       | 0          | 14         |
| Salt d'alçada          | M     | 9     | 0       | 4       | 10      | 8           | 6                    | 11      | 12     | 7         | 2                  | 4     | 13       | 4          | 14         |
| Salt d'alçada          | F     | 0     | 0       | 8.5     | 7       | 6           | 11                   | 13      | 12     | 10        | 4                  | 3     | 5        | 14         | 8.5        |
| Salt de perxa          | M     | 0     | 0       | 10      | 13      | 0           | 7                    | 6       | 12     | 11        | 0                  | 5     | 9        | 8          | 14         |
| Salt de perxa          | F     | 9     | 0       | 5.5     | 14      | 11          | 0                    | 7       | 12     | 13        | 0                  | 5.5   | 8        | 0          | 10         |
| Salt de llargada       | M     | 5     | 13      | 1       | 12      | 8           | 4                    | 14      | 11     | 6         | 3                  | 10    | 2        | 7          | 9          |
| Salt de llargada       | F     | 0     | 3       | 4       | 12      | 10          | 7                    | 11      | 0      | 8         | 6                  | 13    | 9        | 5          | 14         |
| Triple salt            | M     | 5     | 10      | 2       | 8       | 14          | 4                    | 11      | 12     | 3         | 0                  | 7     | 13       | 6          | 9          |
| Triple salt            | F     | 0     | 0       | 7       | 11      | 12          | 6                    | 10      | 14     | 4         | 3                  | 8     | 9        | 5          | 13         |
| Llançament de pes      | M     | 0     | 6       | 2       | 12      | 7           | 14                   | 4       | 8      | 11        | 3                  | 5     | 13       | 9          | 10         |
| Llançament de pes      | F     | 0     | 0       | 3       | 7       | 10          | 8                    | 6       | 12     | 9         | 5                  | 4     | 13       | 14         | 11         |
| Llançament de disc     | M     | 0     |         |         |         |             |                      |         |        |           |                    |       |          |            |            |
| Llançament de disc     | F     | 7     | 0       | 2       | 10      | 12          | 9                    | 4       | 11     | 6         | 5                  | 3     | 14       | 13         | 8          |
| Llançament de martell  | M     | 0     | 0       | 4       | 11      | 12          | 5                    | 10      | 9      | 8         | 3                  | 7     | 13       | 6          | 14         |
| Llançament de martell  | F     | 0     | 0       |         |         |             |                      |         |        |           |                    |       |          |            |            |
| Llançament de javelina | M     | 0     |         |         |         |             |                      |         |        |           |                    |       |          |            |            |
| Llançament de javelina | F     | 4     | 0       | 2       | 13      | 5           | 11                   | 7       | 14     | 9         | 3                  | 6     | 12       | 10         | 8          |
| País                   | País  | AASSE | Albània | Andorra | Àustria | Azerbaidjan | Bòsnia i Hercegovina | Geòrgia | Israel | Luxemburg | Macedònia del Nord | Malta | Moldàvia | Montenegro | Eslovàquia |
| Total                  |       |       |         |         |         |             |                      |         |        |           |                    |       |          |            |            |

### Medaller
| Pos | Country              | Pts   |
| --- | -------------------- | ----- |
| 1   | Eslovàquia           | 458.5 |
| 2   | Àustria              | 458   |
| 3   | Israel               | 439   |
| 4   | Moldàvia             | 401   |
| 5   | Azerbaidjan          | 387   |
| 6   | Bòsnia i Hercegovina | 336   |
| 7   | Luxemburg            | 317   |
| 8   | Geòrgia              | 282   |
| 9   | Malta                | 243.5 |
| 10  | Montenegro           | 240   |
| 11  | Andorra              | 161   |
| 12  | Macedònia del Nord   | 142   |
| 13  | Albània              | 115   |
| 14  | Plantilla:AASSE      | 99    |